# Минзарипов, Нигмаджан Минзарипович
Нигмаджа́н Минзари́пович Минзари́пов (1909 — 1981) — шахтопроходчик, новатор производства, стахановец.

## Биография
Родился и до 16-летнего возраста жил в деревне Новое Демкино (ныне Аксубаевский район, Татарстан). Работал по найму у кулаков, потом на строительстве оросительных каналов.
Служил в РККА (на Памире), работал на строительстве Вознесенского химкомбината в Подмосковье.
В 1936 году по оргнабору уехал на Урал. Работал сначала на строительстве бокситового рудника, потом на самом руднике — грузчиком руды, горнорабочим-бурильщиком.
В 1943 году назначен бригадиром проходческой бригады. Включился в стахановское движение, за счет усовершенствования технологического цикла повысил производительность. В 1946 году бригады Минзарипова и Проничкина установили всесоюзный рекорд: прошли 790 метров штрека для сбойки шахт «Центральная» и «Южная».
В 1950 году бригада Минзарипова устанавливает новый рекорд: проходит за месяц 268 погонных метров горных выработок. В 1955 году снова Всесоюзный рекорд — 300 погонных метров за месяц.
Избирался депутатом ВС РСФСР[когда?], областного[какого?] и городского[какого?] Совета.

## Награды и премии
- Сталинская премия третьей степени (1947) — за разработку и внедрение в горнорудную промышленность скоростных методов проходок горных выработок, обеспечивших высокую производительность труда
- орден Ленина (1954)
- орден Трудового Красного Знамени (1953)
- медаль «За доблестный труд в Великой Отечественной войне 1941—1945 гг.» (1946)
- медаль «За трудовую доблесть» (1949).